# Єллвілл (Арканзас)
Єллвілл (англ. Yellville) — місто (англ. city) в США, у окрузі Меріон штату Арканзас. Населення — 1178 осіб (2020).

## Географія
Єллвілл розташований за координатами 36°13′44″ пн. ш. 92°41′10″ зх. д. / 36.22889° пн. ш. 92.68611° зх. д. (36.228846, -92.686123).  За даними Бюро перепису населення США в 2010 році місто мало площу 6,61 км², з яких 6,54 км² — суходіл та 0,06 км² — водойми.

### Клімат
| Клімат : Єллвілл        | Клімат : Єллвілл | Клімат : Єллвілл | Клімат : Єллвілл | Клімат : Єллвілл | Клімат : Єллвілл | Клімат : Єллвілл | Клімат : Єллвілл | Клімат : Єллвілл | Клімат : Єллвілл | Клімат : Єллвілл | Клімат : Єллвілл | Клімат : Єллвілл | Клімат : Єллвілл |
| Показник                | Січ.             | Лют.             | Бер.             | Квіт.            | Трав.            | Черв.            | Лип.             | Серп.            | Вер.             | Жовт.            | Лист.            | Груд.            | Рік              |
| Абсолютний максимум, °C | 24,4             | 28,3             | 33,3             | 35,0             | 34,4             | 38,9             | 43,3             | 43,3             | 38,9             | 35,0             | 29,4             | 25,6             | 43,3             |
| Середній максимум, °C   | 8,9              | 11,7             | 17,2             | 22,8             | 26,7             | 30,6             | 33,3             | 32,8             | 28,3             | 23,3             | 16,7             | 10,6             | 21,7             |
| Середній мінімум, °C    | −6,1             | −3,3             | 1,7              | 6,7              | 11,1             | 16,1             | 18,3             | 17,2             | 13,3             | 6,1              | 1,7              | −3,3             | 6,7              |
| Абсолютний мінімум, °C  | −28,9            | −25,6            | −16,7            | −7,8             | −1,1             | 4,4              | 6,7              | 3,3              | −1,7             | −7,8             | −16,7            | −26,1            | −28,9            |
| Норма опадів, мм        | 61               | 74               | 112              | 107              | 132              | 104              | 71               | 89               | 99               | 94               | 114              | 99               | 1156             |
| ----------------------- | ---------------- | ---------------- | ---------------- | ---------------- | ---------------- | ---------------- | ---------------- | ---------------- | ---------------- | ---------------- | ---------------- | ---------------- | ---------------- |
| Джерело:                |                  |                  |                  |                  |                  |                  |                  |                  |                  |                  |                  |                  |                  |

## Демографія
Згідно з переписом 2010 року, у місті мешкали 1204 особи в 499 домогосподарствах у складі 329 родин. Густота населення становила 182 особи/км².  Було 608 помешкань (92/км²).
Расовий склад населення:
| - 97,1 % — білих - 0,8 % — корінних американців - 0,2 % — чорних або афроамериканців - 0,2 % — азіатів |

До двох чи більше рас належало 1,4 %. Іспаномовні складали 2,6 % від усіх жителів.
За віковим діапазоном населення розподілялося таким чином: 21,3 % — особи молодші 18 років, 55,8 % — особи у віці 18—64 років, 22,9 % — особи у віці 65 років та старші. Медіана віку мешканця становила 44,2 року. На 100 осіб жіночої статі у місті припадало 84,7 чоловіків;  на 100 жінок у віці від 18 років та старших — 81,3 чоловіків також старших 18 років.
Середній дохід на одне домашнє господарство  становив 41 095 доларів США (медіана — 29 402), а середній дохід на одну сім'ю — 51 358 доларів (медіана — 37 857). За межею бідності перебувало 16,8 % осіб, у тому числі 16,1 % дітей у віці до 18 років та 15,9 % осіб у віці 65 років та старших.
Цивільне працевлаштоване населення становило 422 особи. Основні галузі зайнятості: виробництво — 21,8 %, роздрібна торгівля — 16,6 %, освіта, охорона здоров'я та соціальна допомога — 14,5 %, мистецтво, розваги та відпочинок — 14,2 %.